# 德野和彦
德野和彦（日语：／ Tokuno Kazuhiko，1974年6月1日—），日本男子柔道运动员。他曾代表日本参加1998年亚洲运动会柔道比赛，获得男子60公斤级金牌。他也曾获得二枚世界柔道锦标赛奖牌。